# Жевр
Жевр (фр. Gesvres) насеље је и општина у западној Француској у региону Лоара, у департману Мајен која припада префектури Мајен.
По подацима из 2011. године у општини је живело 537 становника, а густина насељености је износила 24,66 становника/km². Општина се простире на површини од 21,78 km². Налази се на средњој надморској висини од 196 метара (максималној 301 m, а минималној 145 m).

## Демографија
| 1962. | 1968. | 1975. | 1982. | 1990. | 1999. | 2011. |
| ----- | ----- | ----- | ----- | ----- | ----- | ----- |
| 651   | 625   | 573   | 486   | 489   | 543   | 537   |

График промене броја становника у току последњих година